# 乗松聖矢
乗松 聖矢（のりまつ せいや、1990年4月2日 - ）は、日本の車いすラグビー選手。Team SMBC所属。2024年パリパラリンピックで金メダルを獲得した。3歳上の兄、乗松隆由も 車いすラグビー競技を行っていた。

## 略歴
福岡県大牟田市生まれ、熊本県出身。有明工業高等専門学校卒業。
シャルコー・マリー・トゥース病の影響で12歳から車椅子生活となり、16歳から車いすバスケットボールを始めて、23歳で車いすラグビーに転向。
2016年リオデジャネイロパラリンピックで日本代表に選ばれ、初のメダル獲得に貢献。
2021年、東京2020パラオリンピック競技大会日本代表選手に選ばれて、東京大会でも銅メダル獲得。
2024年、パリパラリンピックに出場し、全戦全勝で日本初の金メダルを獲得。同年、紫綬褒章受章。